# Jette (Montana)
Jette es un lugar designado por el censo ubicado en el condado de Lake en el estado estadounidense de Montana. En el Censo de 2010 tenía una población de 253 habitantes y una densidad poblacional de 157,81 personas por km².

## Geografía
Jette se encuentra ubicado en las coordenadas 47°43′1″N 114°11′26″O / 47.71694, -114.19056. Según la Oficina del Censo de los Estados Unidos, Jette tiene una superficie total de 1.6 km², de la cual 1.6 km² corresponden a tierra firme y (0%) 0 km² es agua.

## Demografía
Según el censo de 2010, había 253 personas residiendo en Jette. La densidad de población era de 157,81 hab./km². De los 253 habitantes, Jette estaba compuesto por el 87.35% blancos, el 0% eran afroamericanos, el 7.51% eran amerindios, el 0.79% eran asiáticos, el 0% eran isleños del Pacífico, el 0% eran de otras razas y el 4.35% pertenecían a dos o más razas. Del total de la población el 1.19% eran hispanos o latinos de cualquier raza.